# Verrucella
Verrucella is een geslacht van neteldieren uit de klasse van de Anthozoa (bloemdieren).

## Soorten
- Verrucella alba (Kükenthal, 1919)
- Verrucella aurantia (Gray, 1869)
- Verrucella bicolor Nutting, 1908
- Verrucella calyculata (Valenciennes, 1855)
- Verrucella cerasina (Grasshoff, 1999)
- Verrucella corona (Grasshoff, 1999)
- Verrucella cumingi (Gray, 1870)
- Verrucella delicatula (Nutting, 1910)
- Verrucella diadema (Grasshoff, 1999)
- Verrucella flaviflora Nutting, 1910
- Verrucella flexuosa (Lamarck, 1815)
- Verrucella furcata (Lamarck, 1816)
- Verrucella granulata (Esper, 1788)
- Verrucella gubalensis Grasshoff, 2000
- Verrucella ixobola (Grasshoff, 1999)
- Verrucella klunzingeri Grasshoff, 2000
- Verrucella miniacea (Studer, 1878)
- Verrucella pallida (Grasshoff, 1999)
- Verrucella pseudoantipathes (Kölliker, 1865)
- Verrucella reticulata (Thomson & Simpson, 1909)
- Verrucella rigida (Nutting, 1910)
- Verrucella rosea (Grasshoff, 1999)
- Verrucella umbella (Esper, 1798)
- Verrucella umbraculum (Ellis & Solander, 1786)
- Verrucella verriculata (Milne Edwards, 1857)
- Verrucella verseveldti Tixier-Durivault, 1972